# Czerwonka Włościańska
Czerwonka Włościańska – wieś w Polsce położona w województwie mazowieckim, w powiecie makowskim, w gminie Czerwonka.
Miejscowość jest siedzibą gminy Czerwonka. Do 1954 roku siedziba wiejskiej gminy Perzanowo.
W skład sołectwa Czerwonka Włościańska wchodzi także wieś Czerwonka Szlachecka.
W latach 1975–1998 miejscowość administracyjnie należała do województwa ostrołęckiego.
W miejscowości znajduje się kościół, który jest siedzibą parafii św. Marii Magdaleny. W strukturze kościoła rzymskokatolickiego parafia należy do metropolii białostockiej, diecezji łomżyńskiej, dekanatu Różan.